# Nina Petri

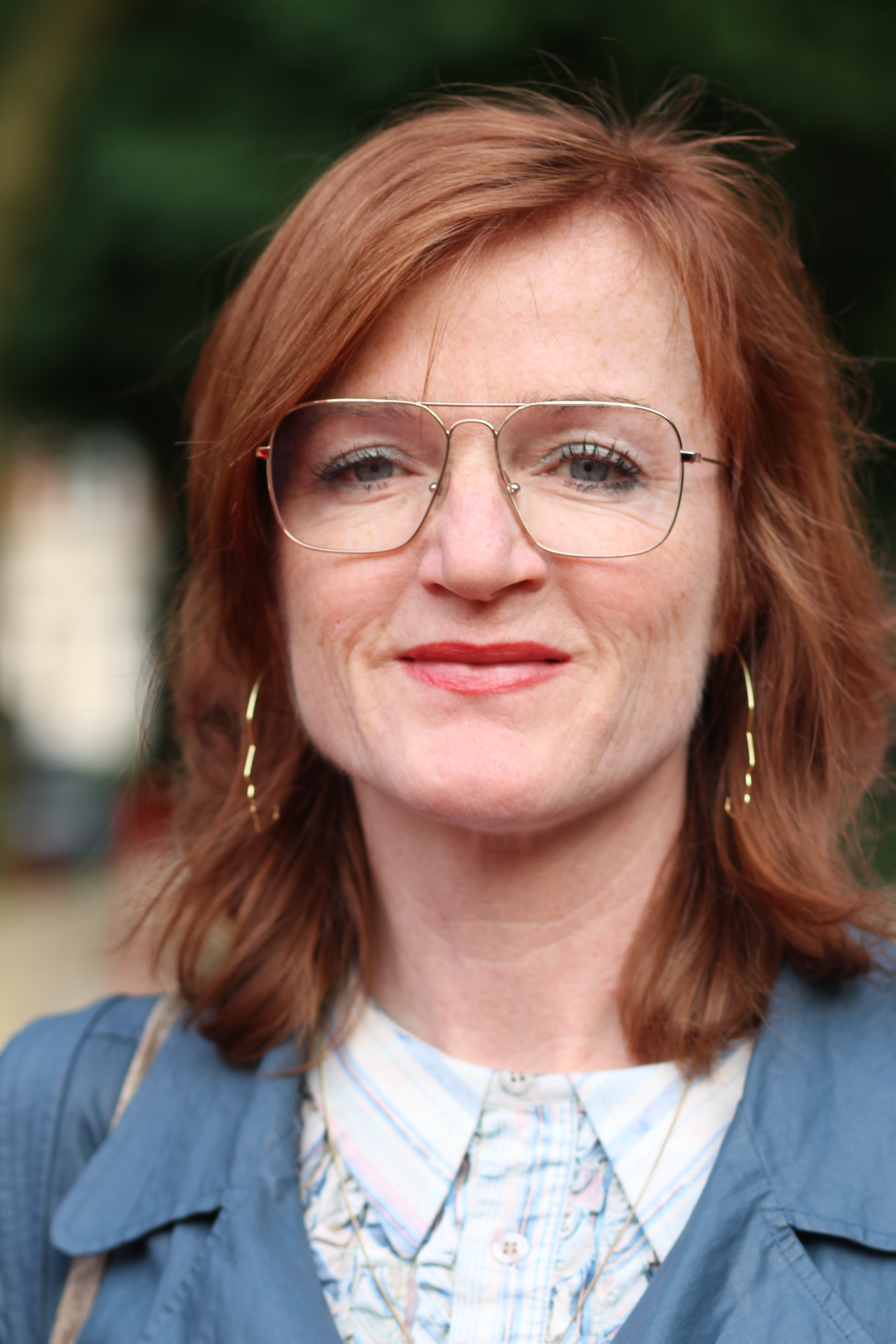
Nina Petri, 2017

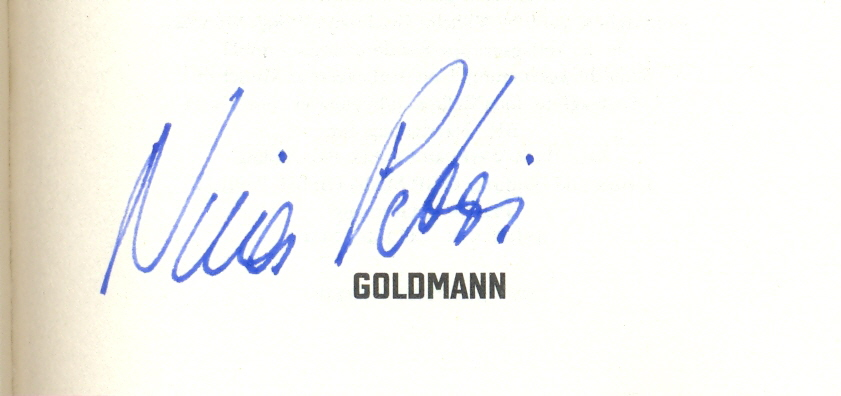
Signatur von Nina Petri

Nina Petri (* 16. Juli 1963 in Hamburg) ist eine deutsche Schauspielerin, Hörbuch- sowie Hörspielsprecherin. Ihre Karriere begann sie 1986 als Theaterschauspielerin. Einem breiteren Fernsehpublikum wurde sie als Elise Steininger an der Seite von Elmar und Fritz Wepper in der ZDF-Krimiserie Zwei Brüder bekannt. Seit 1989 stand sie in über 135 Film- und Fernsehproduktionen vor der Kamera.

## Leben
Nina Petri, älteste von vier Kindern des Ingenieurs Eckart Petri und der technischen Zeichnerin und späteren Soziologin Gisa Petri, absolvierte nach dem Abitur am Helene-Lange-Gymnasium Hamburg von 1983 bis 1987 ihre Schauspielausbildung an der Westfälischen Schauspielschule Bochum.
Petri wurde für die Wahl des Bundespräsidenten am 23. Mai 2009 und am 30. Juni 2010 jeweils von der Hamburger SPD als Wahlfrau benannt.
Von 1992 bis 1999 war Petri mit dem brasilianischen Soziologen und Journalisten Marcos Romao verheiratet. Aus der Ehe gingen Zwillingstöchter (* 1994) hervor. Das Ende der Ehe bewog sie, nicht nochmals zu heiraten. Ab 2001 war sie mit dem Programmierer Michael Hett liiert. 2019 wurde ihre Beziehung mit dem Taxifahrer Henry Oshoffa öffentlich.

## Karriere

### Theater
Bereits während ihrer Schauspielausbildung debütierte Petri 1986 am Schauspiel Köln in John Millington Synges Der Held der westlichen Welt. Weitere Engagements führten sie an das Westfälische Landestheater Castrop-Rauxel und an das Stadttheater Heilbronn. 2009 spielte sie bei den Nibelungenfestspielen Worms in Das Leben des Siegfried. In den Jahren 2015 und 2018 gastierte sie bei den Bad Hersfelder Festspielen in Heinrich von Kleists Der zerbrochne Krug und Henrik Ibsens Peer Gynt. Am Ernst-Deutsch-Theater war sie 2015 in der Bühneninszenierung Gift. Eine Ehegeschichte von Lot Vekemans zu sehen. 2017 spielte sie bei den Salzburger Festspielen und 2018 am Burgtheater Wien sowie am Akademietheater Wien in Harold Pinters Die Geburtstagsfeier.

### Film, Fernsehen und Hörspiel
Ihr Debüt vor der Kamera gab Petri 1989 unter der Regie von Klaus Emmerich in vier Folgen als Franziska Kruska in dem Fernsehmehrteiler Rote Erde. Einem breiteren Fernsehpublikum wurde sie als Elise Steininger an der Seite von Elmar und Fritz Wepper in der ZDF-Krimiserie Zwei Brüder bekannt. 1994 erhielt sie für ihre Darstellung der Titelrolle in Tom Tykwers Thriller Die tödliche Maria den Bayerischen Filmpreis. 1999 brachten ihr ihre Rollen in Doris Dörries Bin ich schön? und Lola rennt – ihrer erneuten Zusammenarbeit mit Tykwer – dem Deutschen Filmpreis ein. Von 2001 bis 2003 verkörperte sie in einer durchgehenden Serienrolle die Staatsanwältin Judith Vorbeck des Hamburger Tatort-Ermittlerduos Casstorff und Holicek. Von Januar 2015 bis April 2016 war sie in der ZDF-Serie Sibel & Max als Sprechstundenhilfe Paula Hansen zu sehen. Wiederholt übernimmt sie auch Gastrollen in Krimiformaten wie Adelheid und ihre Mörder, Polizeiruf 110, Wilsberg, Solo für Weiss und Großstadtrevier.
Petri betätigt sich neben ihrer Arbeit auf der Bühne und vor der Kamera als Hörbuch- und Hörspielsprecherin. 2006 erhielt sie den Deutschen Hörbuchpreis für das von ihr eingesprochene Werk Sucht mein Angesicht von John Updike. 2011 las sie die Erzählungen Der treue Johannes, Die Bremer Stadtmusikanten, Hans mein Igel und Die Bienenkönigin sowie Zauberhafte Märchen von Feen und Prinzessinnen aus der Sammlung Grimms Märchen von den Brüder Grimm für Sauerländer audio ein. 2016 bekam sie Auditorix Hörbuchsiegel für die Produktion Bär und Biene – Kleine Geschichten über das Entdecken.

## Filmografie

### Kino
- 1991: Allein unter Frauen
- 1991: Happy Birthday, Türke!
- 1991: Leise Schatten
- 1992: Kinder der Landstraße
- 1993: Ich und Christine
- 1993: Die tödliche Maria
- 1998: Zugvögel … Einmal nach Inari
- 1998: Lola rennt
- 1998: Bin ich schön?
- 1998: Bis zum Horizont und weiter
- 2000: Die Unberührbare
- 2001: Die Reise nach Kafiristan
- 2002: Große Mädchen weinen nicht
- 2002: Verzauberte Emma oder Hilfe, ich bin ein Junge...!
- 2003: Der alte Affe Angst
- 2004: Bibi Blocksberg und das Geheimnis der blauen Eulen
- 2004: Villa Henriette
- 2004: Mein Freund der Feind (I dashur armik)
- 2005: Am Tag als Bobby Ewing starb
- 2005: Playa del futuro
- 2006: Emmas Glück
- 2007: Der blinde Fleck
- 2007: Absolution (Kurzfilm)
- 2012: Unter Frauen
- 2012: Das Leben ist nichts für Feiglinge
- 2013: Die Zeit vergeht wie ein brüllender Löwe
- 2014: Erledigung einer Sache (Kurzfilm)
- 2015: Boy 7
- 2016: Junges Licht
- 2020: Max und die wilde 7
- 2021: Nö
- 2021: Träume sind wie wilde Tiger
- 2023: Safe (Kurzfilm)
- 2024: Max und die Wilde 7: Die Geister-Oma

### Fernsehen

#### Fernsehfilme
- 1995: Kissenschlacht
- 1995: Neuschwanstein sehen und sterben (Kurzfilm)
- 1996: Nach uns die Sintflut
- 1997: Ende einer Leidenschaft
- 2000: Nie mehr zweite Liga
- 2000: Mein absolutes Lieblingslied
- 2002: Meine Tochter ist keine Mörderin
- 2003: Nachts, wenn der Tag beginnt
- 2003: Ich back mir einen Mann
- 2004: Schöne Männer hat man nie für sich allein
- 2004: Die Konferenz
- 2005: Die Spielerin
- 2006: Mutterglück
- 2007: Schuld und Unschuld
- 2007: Theo, Agnes, Bibi und die anderen
- 2011: Kehrtwende
- 2013: Die Spionin
- 2015: Tod eines Mädchens (Zweiteiler)
- 2016: Schweigeminute
- 2016: Plötzlich Türke
- 2017: Eltern und andere Wahrheiten

#### Fernsehserien und -reihen
- 1989: Rote Erde II (4 Folgen)
- 1990: Tatort: Schimanskis Waffe
- 1994–2001: Zwei Brüder (17 Folgen)
- 1996: Dr. Stefan Frank – Der Arzt, dem die Frauen vertrauen (Folge Wie ein stummer Schrei nach Liebe)
- 1996: Adelheid und ihre Mörder (Folge Ein Schritt zu viel)
- 1997: Polizeiruf 110: Gänseblümchen
- 1997: Tatort: Bombenstimmung
- 1997: Schimanski: Hart am Limit
- 2001: Polizeiruf 110: Angst
- 2001–2003: Tatort (als Judith Vorbeck, 6 Folgen → Episodenliste)
  - 2001: Exil!
  - 2001: Hasard!
  - 2002: Der Passagier
  - 2002: Undercover
  - 2003: Harte Hunde
  - 2003: Mietsache
- 2004: Stubbe – Von Fall zu Fall: Tödliches Schweigen
- 2005: Tatort: Leerstand
- 2008: Polizeiruf 110: Verdammte Sehnsucht
- 2009: Tatort: Architektur eines Todes
- 2010: Tatort: Schmale Schultern
- 2010: 2 für alle Fälle – Ein Song für den Mörder
- 2012: 2 für alle Fälle – Manche mögen Mord
- 2013: Heiter bis tödlich: Zwischen den Zeilen (16 Folgen)
- 2015–2016: Sibel & Max (24 Folgen)
- 2015: Inga Lindström: Süße Leidenschaft
- 2017: Wilsberg: Straße der Tränen
- 2018: Solo für Weiss – Für immer Schweigen
- 2018: Stubbe – Von Fall zu Fall: Tod auf der Insel
- 2018: Tatort: Der letzte Schrey
- 2020–2021: Bettys Diagnose (11 Folgen)
- 2020: Großstadtrevier (Folge Das neue Revier)
- 2021: Nord Nord Mord – Sievers und der schönste Tag
- 2021: Die Discounter (Folge Kolinski Eimsbüttel)
- 2022: Kolleginnen: Für immer
- 2024: Festmachen (Miniserie, 4 Folgen)

## Hörbücher (Auswahl)

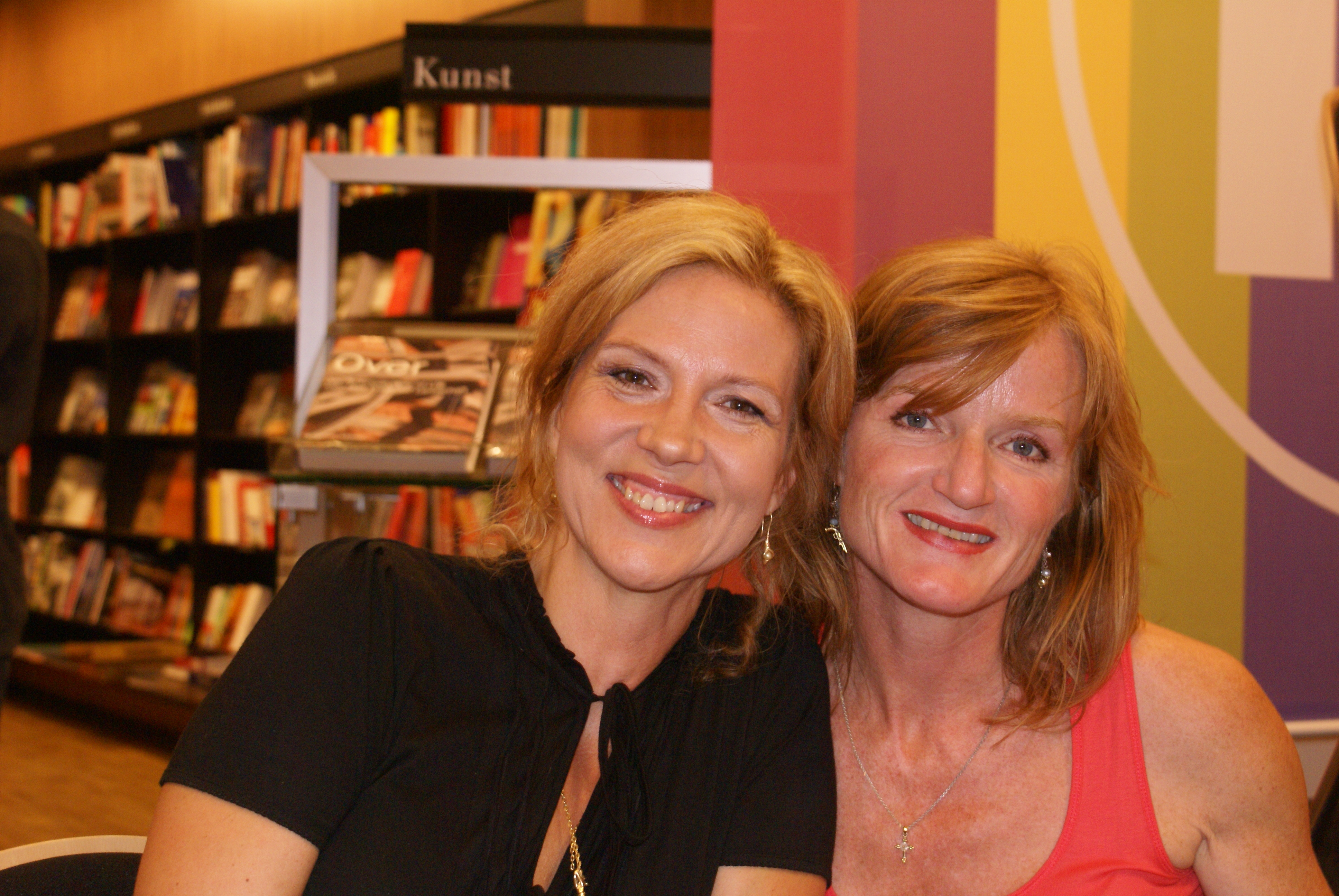
Nina Petri mit Liza Marklund, 2009

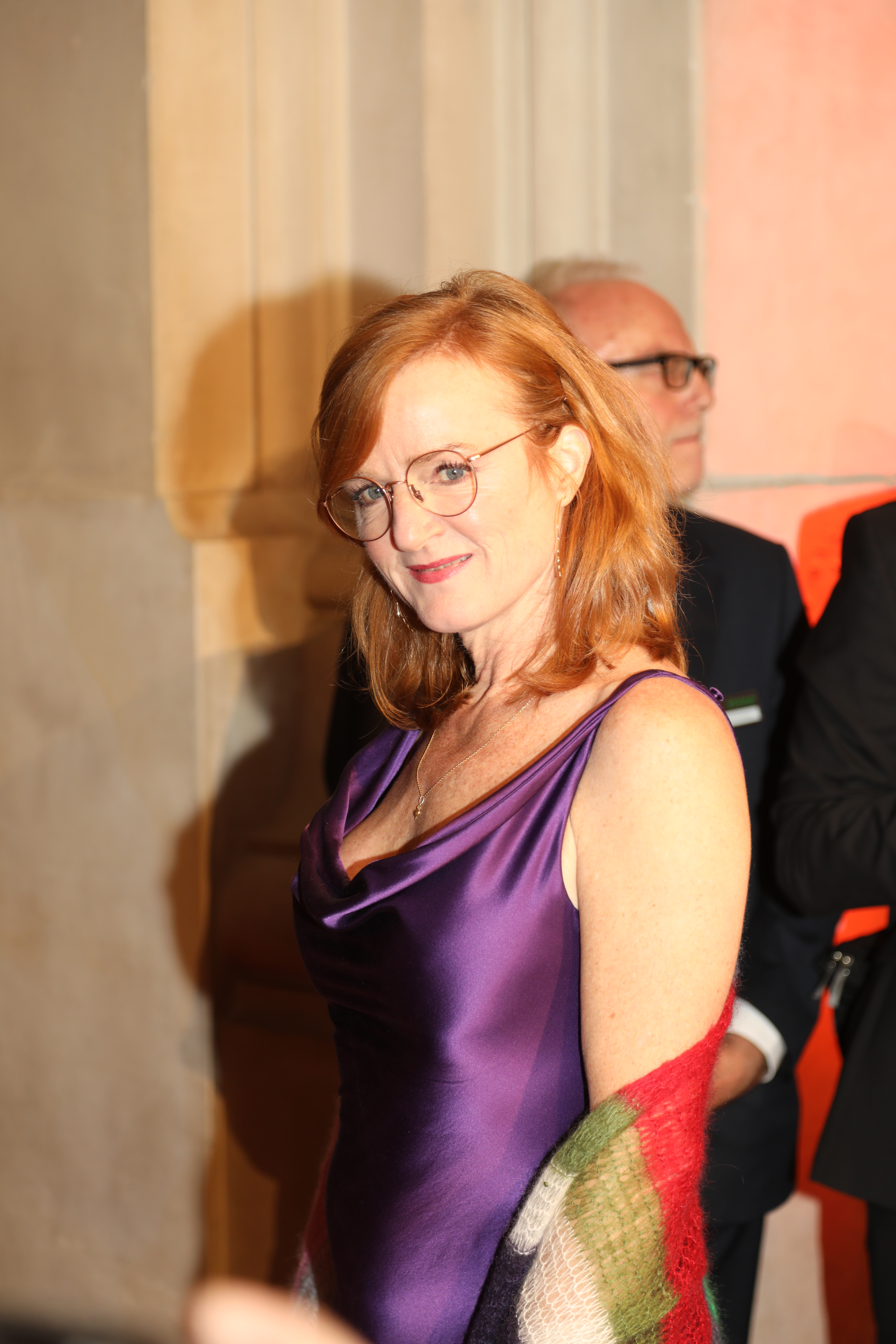
Nina Petri beim Hessischen Filmpreis 2017

- 2006: Dies ist kein Liebeslied von Karen Duve, Random House Audio, ISBN 978-3-86604-192-9.
- 2007: Zusammen ist man weniger allein von Anna Gavalda, Hörbuch Hamburg, ISBN 978-3-89903-746-3.
- 2007: Mieses Karma von David Safier, Hörbuch Hamburg, ISBN 978-3-89903-436-3
- 2007: Ein so langer Brief von Mariama Bâ, Steinbach Sprechende Bücher, München, 2007, 3 CDs, 181 Min. ISBN 978-3-88698-138-0
- 2008: Alberta geht die Liebe suchen von Isabel Abedi, Patmos audio, Düsseldorf, ISBN 978-3-491-24143-5.
- 2008: Ein Sommer in Venedig von Włodzimierz Odojewski, Patmos audio, Düsseldorf, ISBN 978-3-491-91290-8.
- 2009: Faunblut von Nina Blazon, Hörbuch Hamburg, ISBN 978-3-86742-661-9.
- 2009: Zerstört von Karin Slaughter, Random House Audio, ISBN 978-3-8371-0053-2.
- 2010: Eifersucht von Catherine Millet, Der Audio Verlag, ISBN 978-3-89813-970-0.
- 2010: Scarpetta Faktor von Patricia Cornwell, Hoffmann und Campe Hamburg, gekürzt 6 CDs 480 Min., ISBN 978-3-455-30689-7
- 2011: Zauberhafte Märchen von Feen und Prinzessinnen, Sauerländer audio, ISBN 978-3-7941-8552-8.
- 2011: Grimms Märchen von Brüder Grimm, Sauerländer audio, ISBN 978-3-411-80830-4, (die Erzählungen Der treue Johannes, Die Bremer Stadtmusikanten, Hans mein Igel, Die Bienenkönigin).
- 2011: Tote Augen von Karin Slaughter, Random House Audio, ISBN 978-3-8371-1100-2.
- 2011: Entsetzen von Karin Slaughter, Random House Audio, ISBN 978-3-8371-0883-5.
- 2013: Der Leuchtturmwärter von Camilla Läckberg, Hörbuch Hamburg, ISBN 978-3-89903-850-7.
- 2014: Die Engelmacherin von Camilla Läckberg, Hörbuch Hamburg, ISBN 978-3-89903-885-9.
- 2014: Sturmtöchter von Josephine Pennicott, Hörbuch Hamburg, ISBN 978-3-89903-594-0.
- 2014: Nicht mit mir von Per Petterson, Hörbuch Hamburg, ISBN 978-3-89903-843-9.
- 2014: Einfach unvergesslich von Rowan Coleman, OSTERWOLDaudio, ISBN 978-3-86952-241-8.
- 2016: Bär und Biene – Kleine Geschichten über das Entdecken von Stijn Moekaars, Sauerländer audio, ISBN 978-3-8398-4854-8.
- 2016: Bär und Biene – Kleine Geschichten einer großen Freundschaft von Stijn Moekaars, Sauerländer audio, ISBN 978-3-8398-4850-0.
- 2016: Bär und Biene – Kleine Geschichten vom Mutigsein von Stijn Moekaars, Sauerländer audio, ISBN 978-3-8398-4852-4.
- 2016: Bär und Biene – Kleine Geschichten über die weite Welt von Stijn Moekaars, Sauerländer audio, ISBN 978-3-8398-4853-1.
- 2016: Gefrorener Schrei von Tana French, Argon Verlag, ISBN 978-3-8398-1524-3.
- 2017: Weißt du eigentlich, wie lieb ich dich hab? – Neue Geschichten zum Kuscheln und Lauschen von Sam McBratney, Sauerländer audio, ISBN 978-3-8398-4879-1.
- 2018: Ich hab dich so lieb, kleiner Hase! – Lieder zum Kuscheln, Hopsen und Spielen von Ulrich Steier, Sauerländer audio, ISBN 978-3-8398-4907-1
- 2019: Der Sternenmann – Lieder und Hörspiel zur guten Nacht von Max von Thun, Sauerländer audio, ISBN 978-3-8398-4958-3
- 2019: Viele Grüße von der Seehundinsel – Hörspiel von Megumi Iwasa, Sauerländer audio, ISBN 978-3-8398-4955-2
- 2019: Engel, Hase, Bommelmütze – 24 Adventsgeschichten, herausgegeben von Brigitte Weninger, Sauerländer audio, ISBN 978-3-8398-4960-6
- 2020: Es wird Zeit, von Ildikó von Kürthy, Argon Verlag GmbH, 2019 gelesen auch von Ildikó von Kürthy, 8 Std. 56 Min.
- 2021: Die Enkelin von Bernhard Schlink, Diogenes Hörbuch, Zürich, ISBN 978-3-257-69437-6 (ungekürzt gelesen zusammen mit Hanns Zischler)
- 2021: Im Menschen muss alles herrlich sein, von Sasha Marianna Salzmann, der Audio Verlag, ISBN 978-3-7424-2124-1 (Hörbuch-Download)
- 2022: Für diesen Sommer, von Gisa Klönne, Argon Verlag, ISBN 978-3-8398-1960-9 (gemeinsam mit Wolf-Dietrich Sprenger)
  - 2022: Für diesen Sommer, von Gisa Klönne, Argon Verlag/Audible, ISBN 978-3-7324-1960-9 (Hörbuch-Download, ungekürzt, mit Wolf-Dietrich Sprenger)
- 2023: Marschlande, von Jarka Kubsova, Argon Verlag/BookBeat, ISBN 978-3-7324-0993-8 (Hörbuch-Download, mit Julia Nachtmann)
- 2024: Zwei an einem Tag, von David Nicholls, Hörbuch Hamburg, ISBN 978-3-8449-4025-1 (gemeinsam mit Andreas Fröhlich)
- 2025: Die Sommergäste von Tess Gerritsen, Der Audio Verlag, ISBN 978-3-7424-3413-5 (Der Martini-Club – Band 2)

## Hörspiele und Features (Auswahl)
- 2008: Elke Suhr: Hoffentlich wirst Du von Gottes Hand beschützt – Regie: Hermann Theißen (Radio-Feature – NDR/DLF)
- 2014: Joachim Ringelnatz: Als Mariner im Krieg – Regie: Harald Krewer (Hörspiel – NDR/DKultur)
- 2023: Eva Strasser: Tannenklirren – Regie: Mark Ginzler und Susanne Janson (Hörspiel – SRF)

## Auszeichnungen
- 1994: Bayerischer Filmpreis für Die tödliche Maria
- 1999: Deutscher Filmpreis in der Kategorie Beste Nebendarstellerin für Lola rennt und Bin ich schön?
- 2005: Hessischer Fernsehpreis als Ensemblemitglied des Fernsehfilmes Die Konferenz
- 2006: Deutscher Hörbuchpreis für Sucht mein Angesicht von John Updike
- 2016: Auditorix Hörbuchsiegel für die Produktion Bär und Biene – Kleine Geschichten über das Entdecken